# Svatý Martin (nizozemská část)
Svatý Martin (nizozemsky Sint Maarten) je pojmenování pro jižní část ostrova Svatý Martin, která patří pod správu Nizozemského království. Severní část (Saint-Martin) je zámořským společenstvím Francie. Ostrov je součástí Závětrných ostrovů Malých Antil.
Sint Maarten má více než 40 000 obyvatel. Hlavním městem je Philipsburg.

## Historie
Do 10. října 2010 tvořil Sint Maarten společně s dalšími čtyřmi ostrovy Nizozemské Antily. Po tomto datu získal status „konstituční země Nizozemského království“.

## Symboly
Nizozemská část ostrova Svatý Martin, nizozemského závislého území, užívá vedle nizozemských symbolů i své vlastní.

### Vlajka
Vlajka nizozemské části Svatého Martina je tvořena listem o poměru stran 2:3 se dvěma vodorovnými pruhy, červeným a modrým. U žerdi je bílý klín se znakem (nizozemské části) Svatého Martina.

### Hymna
Hymna Svatého Martina je píseň O Sweet Saint Martin's Land (česky Ó sladká země svatého Martina, francouzsky Saint-Martin, si jolie). Jedná se o píseň (hymnu) platnou pro obě části ostrova. Píseň složil (nejprve v angličtině) Gerard Kemps v roce 1958. Později napsal a složil i francouzskou verzi s jinou melodií.

## Doprava
Proslulost přinesla ostrovu pláž Maho, z níž je možné sledovat a fotografovat z bezprostřední blízkosti přistávající a odlétající letadla na Mezinárodní letiště princezny Juliany (SXM). Přístavy v Sint Maartenu jsou oblíbené u majitelů soukromých jachet. Častými návštěvníky jsou turisté, připlouvající na výletních lodích.

## Galerie

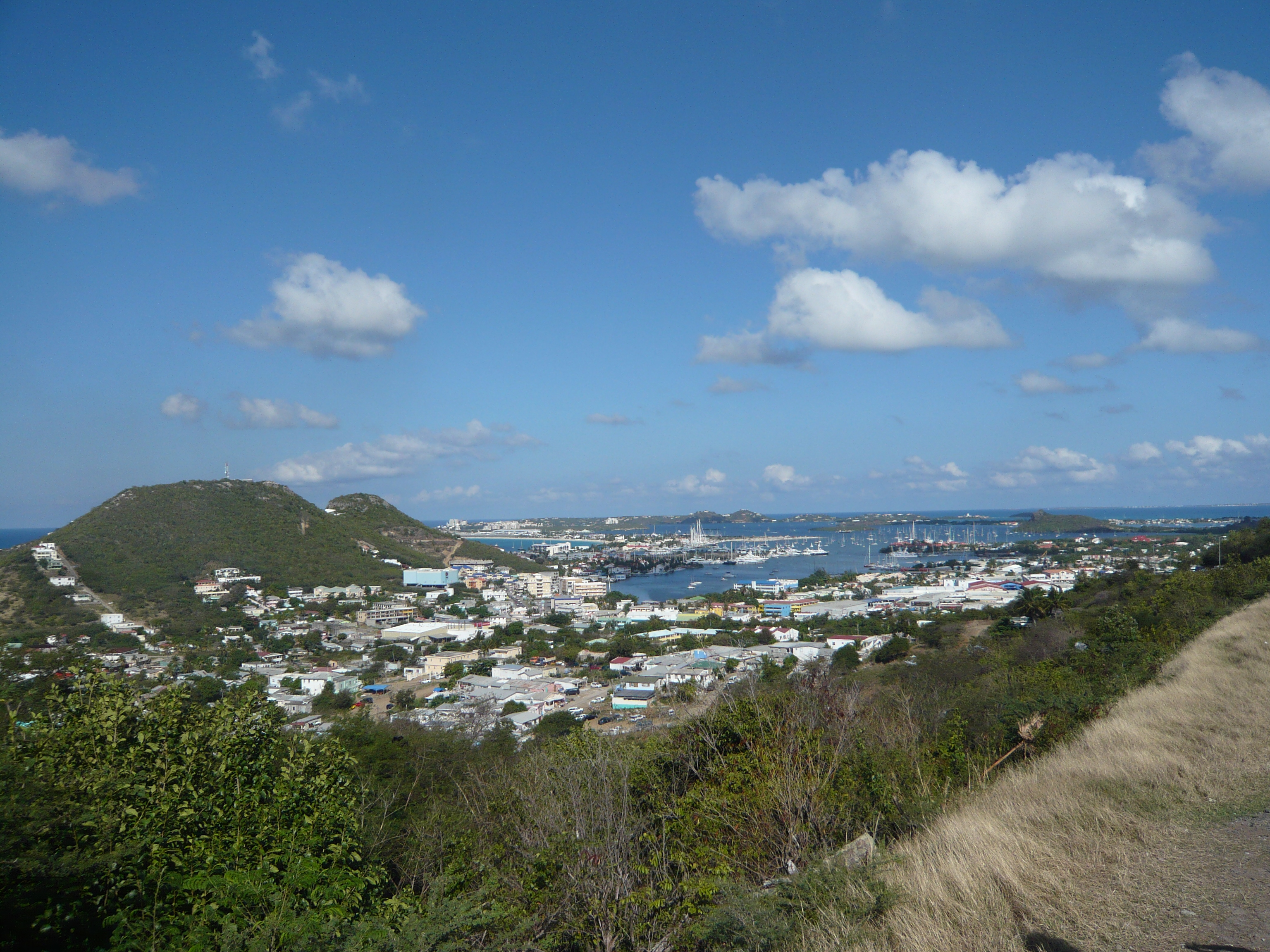
Město Philipsburg
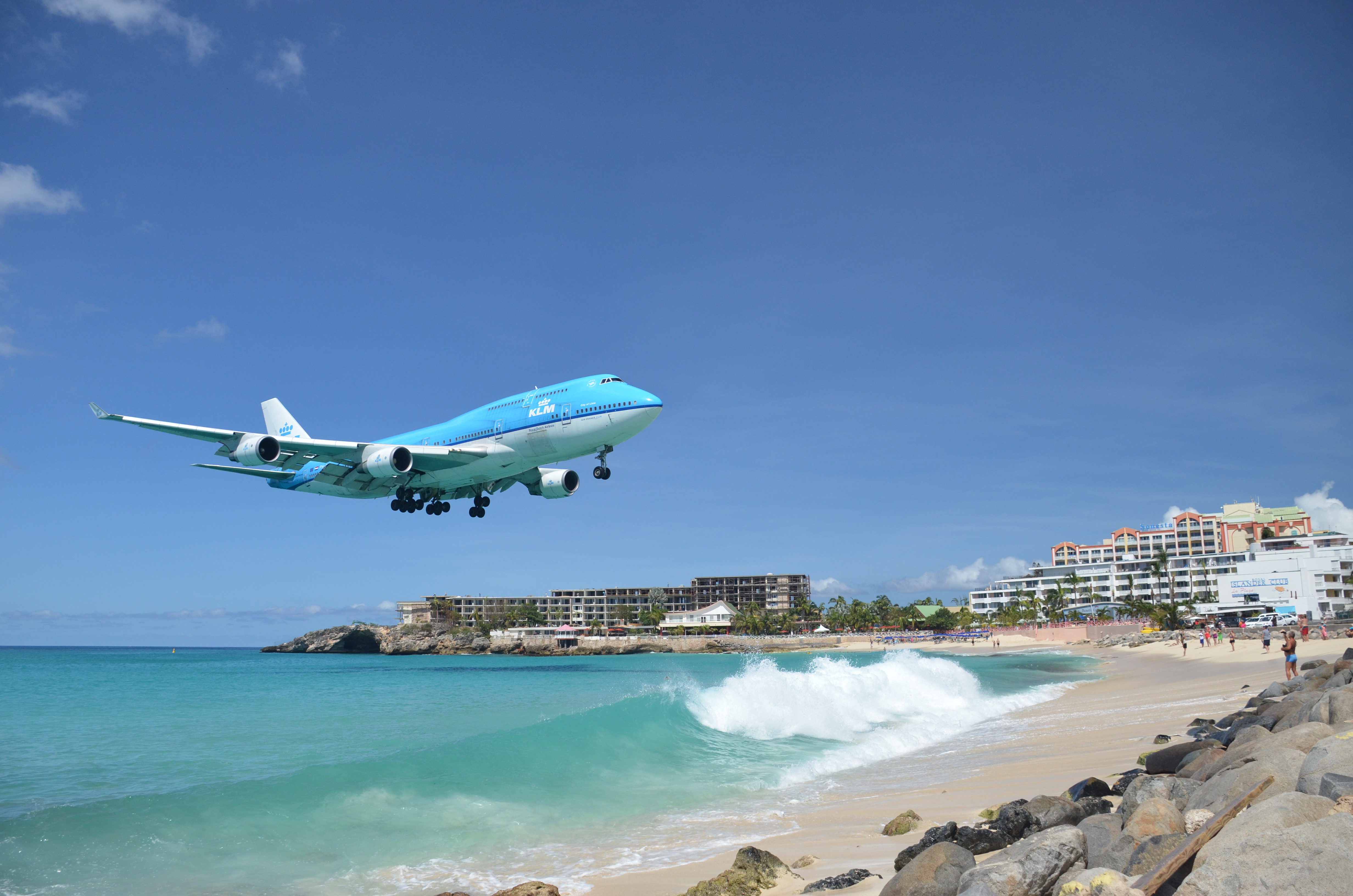
Pláž Maho a letadlo KLM
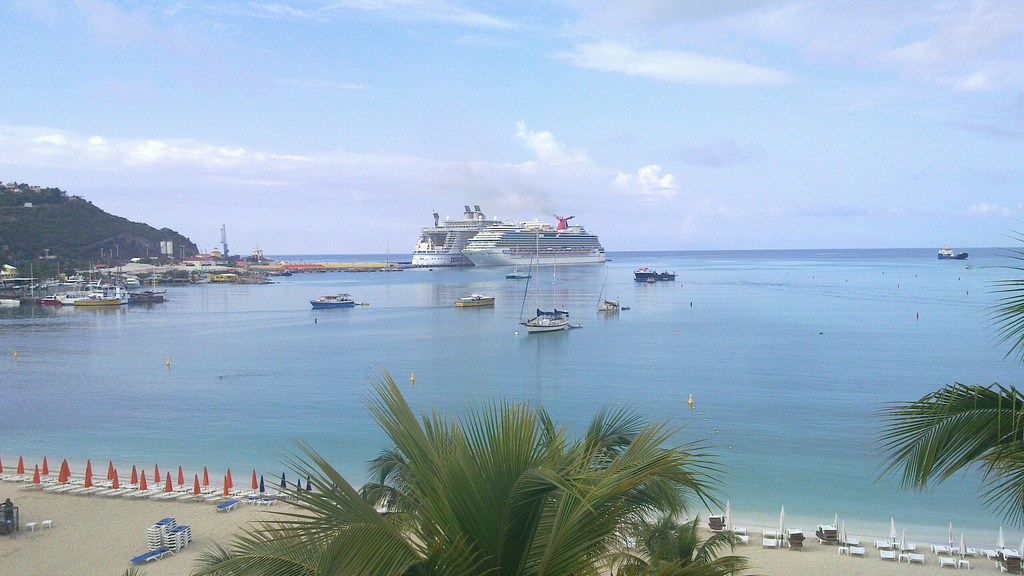
Výletní lodě u Sv. Martina
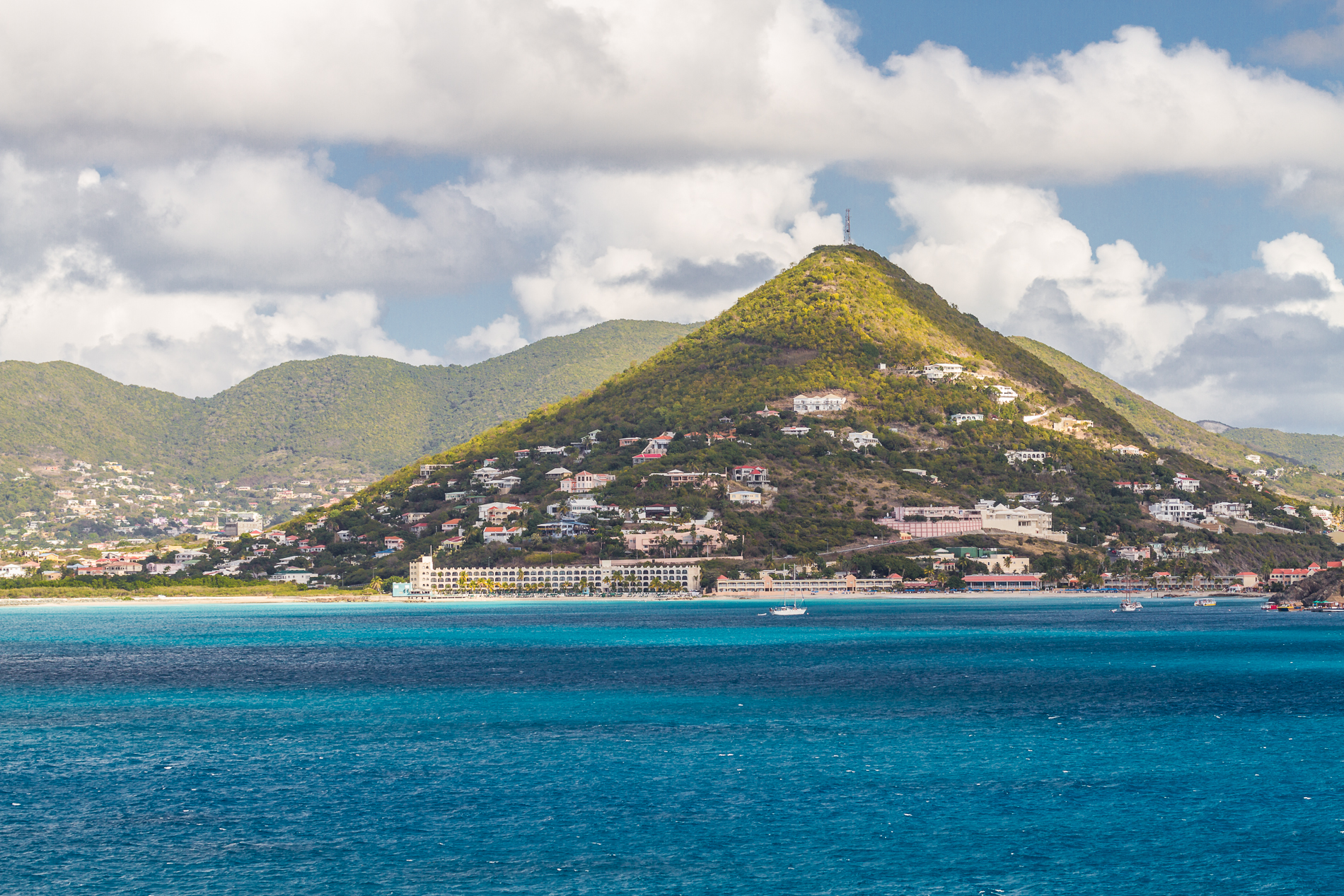
Sv. Martin